# Qerret
Qerret – wieś położona w północnej części Albanii w gminie Qerret. Wieś znajduje się 81 kilometrów od stolicy państwa, Tirany.

## Demografia
Według spisu ludności z 1989 roku we wsi Qerret mieszkało 681 mieszkańców.